# Suchsdorf
Suchsdorf [ˈzuːksdɔɐ̯f] (nds. Suchsdörp [ˈzuːksdœːp]) ist ein Stadtteil im Nordwesten von Kiel, etwa fünf bis zehn Kilometer vom Stadtzentrum entfernt. Die früher eigenständige, dem Kreis Rendsburg angehörige Gemeinde wurde 1958 in das Kieler Stadtgebiet eingemeindet. Suchsdorf hat rund 9300 Einwohner.

## Geographie

### Topographie
Durch den Stadtteil fließt die Kronshagen-Ottendorfer Au, die früher übrigens Schwartenbek genannt wurde (d. h. niederdeutsch Schwarzer Bach). Nach ihr wurde auch das Wohngebiet Suchsdorf an der Au benannt, dessen Arbeitstitel war in der Planungsphase um 1990 noch Suchsdorf-West. Die höchste Erhebung ist der 26 Meter hohe Lehmberg, der sich südwestlich des Gutes Schwartenbek und westlich des Umspannwerkes Kiel-West befindet.
Die westliche Hälfte des Stadtteils ist wenig bebaut und besteht hauptsächlich aus Höfen und ihren Äckern sowie aus Wald. Nur an der Schwartenbeker Kanalweiche wird dies durchbrochen durch eine für Kanalbeamte erbaute Häusergruppe. Der mittlere Teil Suchsdorfs zwischen der Kronshagen-Ottendorfer Au im Westen, dem Nord-Ostsee-Kanal im Norden, der Bundesstraße 76 im Osten und dem Steenbeker Weg im Süden besteht dagegen aus dichter Wohnbebauung. Östlich der Bundesstraße gehört ein Teil des Projensdorfer Gehölzes zu Suchsdorf und südlich des Steenbeker Wegs schließt sich ein weitläufiges Industrie- und Gewerbegebiet an. Das Stadtteilgebiet ist durch mehrere Wanderwege erschlossen. Zum einen durch den Kanalwanderweg, zum anderen durch den Wanderweg an der Kronshagen-Ottendorfer Au, den Wanderweg Suchsdorfer Holm und den Wanderweg Lehmberg zum Lehmberg. Die letzteren drei Wanderwege verbinden Suchsdorf auf dem Landweg mit den Nachbarorten Ottendorf und Kronshagen; der Kanalwanderweg gehört zum Wanderweg am Nord-Ostsee-Kanal von Brunsbüttel nach Kiel und verbindet Suchsdorf mit Quarnbek und Kiel-Wik.

### Lage
Der Stadtteil Suchsdorf liegt am nordwestlichen Stadtrand von Kiel, südlich des Nord-Ostsee-Kanals.

### Stadtteilgliederung
Der Stadtteil gliedert sich in den am Nienbrügger Weg gelegenen Ortsteil Nienbrügge, den am südlichen Abschnitt des Holmredders gelegenen Ortsteil Viedamm, den historischen Dorfkern des ehemaligen Rundlingsdorfes Suchsdorf um den Dorfteich zwischen den Straßen Alte Dorfstraße, An Dörpdiek und Buernkrog; den nördlich des Nord-Ostsee-Kanals gelegenen, nach dem Fluss benannten Ortsteil Levensau und den nach dem Gutshof benannten Ortsteil Schwartenbek. Zum Stadtteil gehören außerdem das Neubaugebiet Suchsdorf an der Au und die beiden Wohngebiete nordwestlich und südöstlich des historischen Ortskerns sowie der nördliche bzw. westliche Teil des zwischen Eckernförder Straße im Westen, Steenbek-Projensdorf im Nordosten, dem Universitätsgelände im Südosten und dem Kronshagener Ortsteil Kopperpahl im Süden gelegenen Wohngebietes Klausbrook.

### Nachbargemeinden/-stadtteile
Suchsdorf grenzt im Westen und Südwesten an die Gemeinde Ottendorf, im Süden an die Gemeinde Kronshagen sowie im Osten und Südosten an den Kieler Stadtteil Wik; im Osten an dessen Ortsteil Steenbek-Projensdorf und im Südosten an das Wohngebiet Klausbrook.

## Geschichte
Suchsdorf wurde erstmals im Jahre 1269 als Sukestorpe (= das Dorf des Suko) urkundlich erwähnt. Die Anfänge des Dorfes werden jedoch schon im 9. Jahrhundert vermutet. Im Zweiten Weltkrieg wurde Suchsdorf, vor allem wegen seiner strategisch wichtigen Brücke über den Nord-Ostsee-Kanal, der Levensauer Hochbrücke, zu etwa 80 % durch die Luftangriffe auf Kiel zerstört.
Eine Vermutung, weshalb das zivile Suchsdorf zerstört wurde, geht auch dahin, dass die alliierten Bomberpiloten die beiden Kieler Kanalbrücken, die zur Orientierung aus der Luft dienten, verwechselten und daher Suchsdorf anstelle der militärisch wichtigen Walterwerke in Kiel-Wik bombardierten.

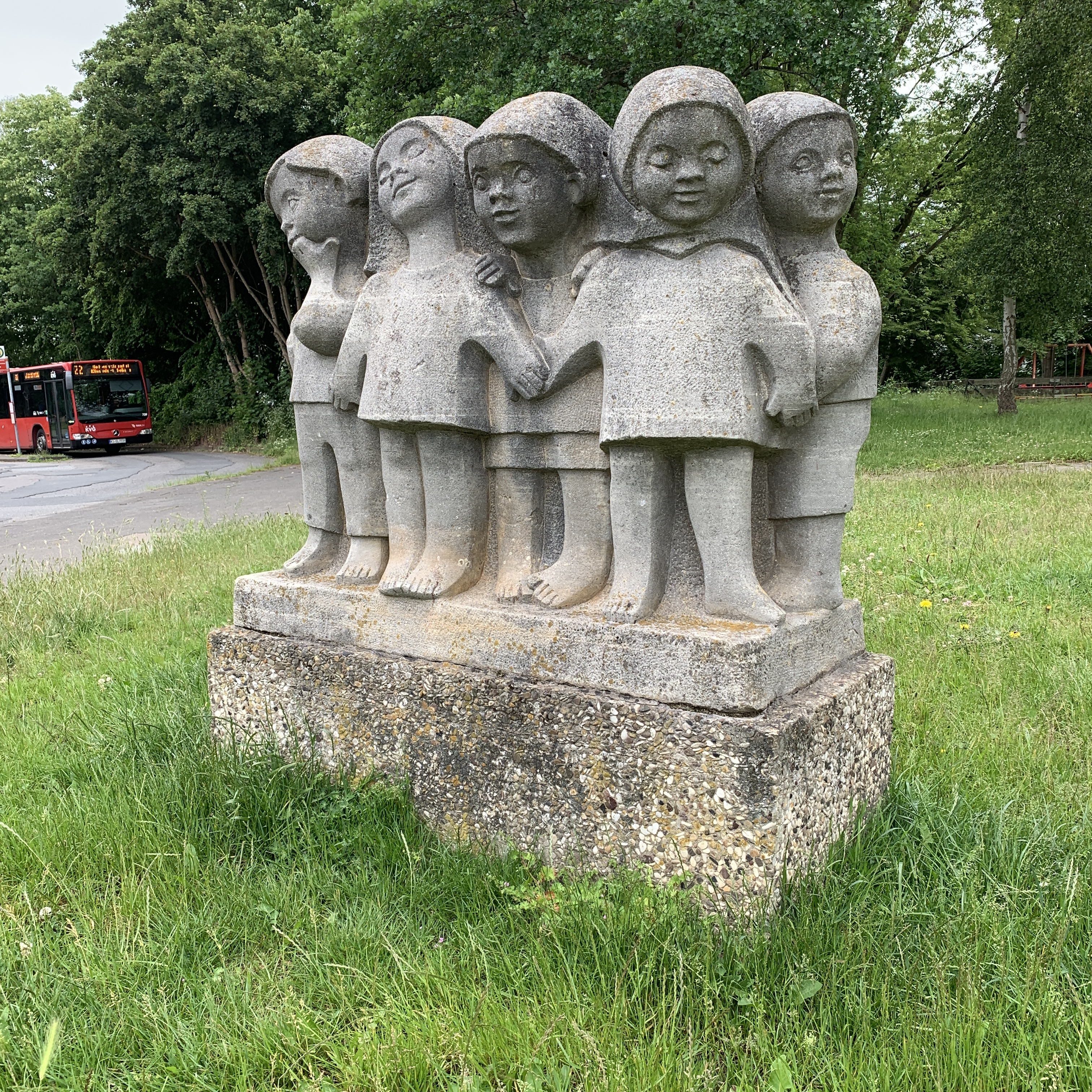
Muschelkalkskulptur Neunlinge (1967), Rungholtplatz

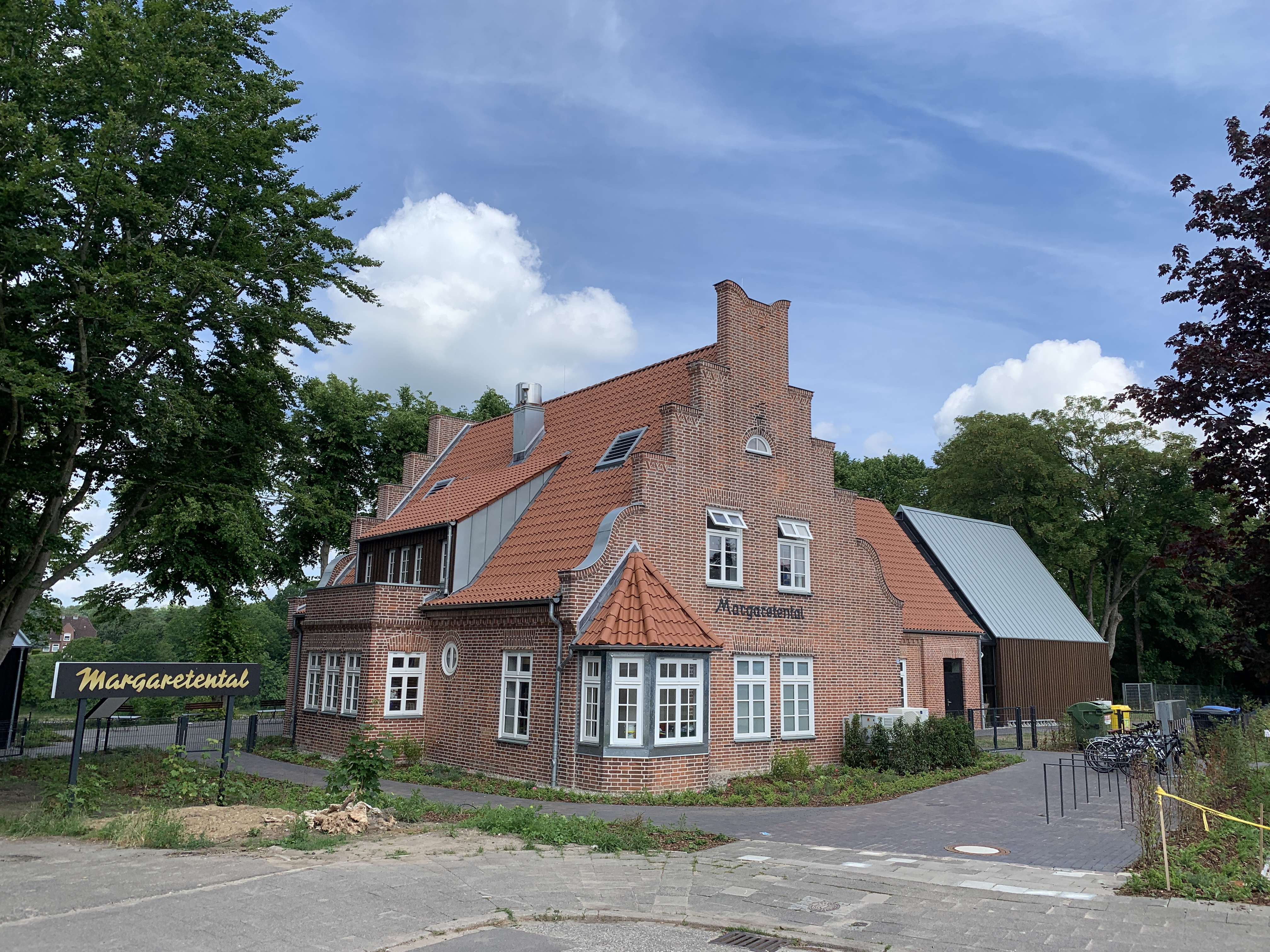
Margaretental (2021)

1925 baute Ludwig Stapf am Kanal das Restaurant „Margaretental“, das seinerzeit ein beliebtes Ausflugsziel der Kieler war. Das Gebäude stand seit 2001 leer und wurde 2021 wieder eröffnet.

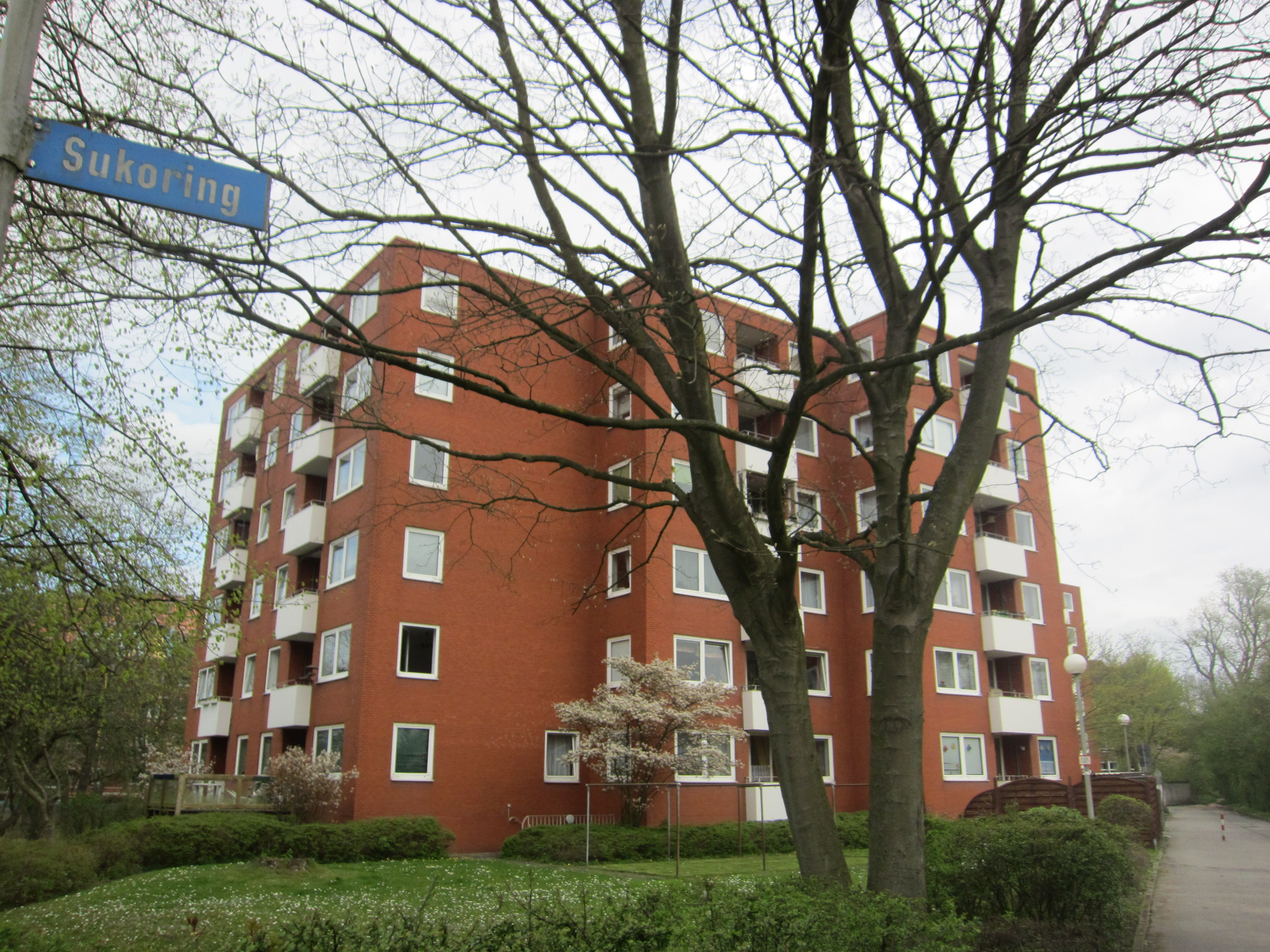
Backsteinblock im Sukoring

Ab den 1930er Jahren wurde das Gebiet zwischen Eckernförder Straße im Westen, dem alten Dorfkern im Norden, dem heutigen Steenbeker Weg im Süden und der Bahnstrecke im Osten mit eingeschossigen Reihenhäusern und freistehenden verputzten Einfamilienhäusern bebaut.
In den 1950er und 1960er Jahren wurde zwischen der Schule und dem Rungholtplatz eine Reihe mehrgeschossiger Backsteinblocks gebaut. 1958 wurde Suchsdorf nach Kiel eingemeindet. Daraufhin wurde rechts und links der Eckernförder Straße eine Siedlung mit bescheidenen Reihenhäusern angelegt. Suchsdorf entwickelte sich dadurch zu einer Schlafstadt.
Ab Ende der 1970er Jahre wurde dann auch das Gebiet zwischen Nienbrügger Weg und Steenbeker Weg im selben Baustil wie das Baugebiet aus den 1930er Jahren bebaut. Die Ausgestaltung der Reihenhäuser war jedoch aufwändiger als die der bisher angelegten Siedlungen.
Um 1990 wurde am Rungholtplatz ein Ortszentrum angelegt.
Der Stadtteil Suchsdorf wurde seit ungefähr Anfang des Jahres 2000 von der Landesentwicklungsgesellschaft um das Neubaugebiet Suchsdorf An der Au erweitert. Die Gesamtplanung umfasst rund 650 Wohneinheiten, hauptsächlich Doppel- und Einzelhäuser sowie Reihenhäuser. Im Jahr 2002 wurde mit dem Hochbau begonnen, der 2009 abgeschlossen werden soll. Am Steinberg wurden Satteldächer verwendet, in der Schmiedekate Pultdächer mit Holzverschalung.
Bereits seit 1972 verfügt der Stadtteil über ein monatlich erscheinendes Mitteilungsblatt. Der unparteiische „Suchsdorfer“ wird kostenfrei an alle Haushalte im Einzugsgebiet ausgeliefert.

## Politik

### Ortsbeirat
Im Ortsbeirat sitzen drei Mitglieder der CDU, drei Mitglieder der SPD, zwei Mitglieder von Bündnis 90/Die Grünen, ein Mitglied des SSW sowie ein beratendes Mitglied für Die Linke/Die Partei. Der Vorsitzende ist Lewe Bendix Jannsen von der CDU. Geschäftsführer ist Peter Anders.
Der Ortsbeirat Suchsdorf tagt in der Regel am zweiten Dienstag im Monat ab 19:30 Uhr im Theaterraum der Grundschule Suchsdorf, Schulweg 5.

### Ratsmitglieder
Im Wahlkreis 08 wurde bei der Kommunalwahl 2023 die CDU mit 28,8 % stärkste Kraft. Damit ist seit dem Ralph Roick der direktgewählte Ratsherr, er gehört der Ratsversammlung bereits seit 2008 an. Daneben ist auch Andreas Arend für die SPD über einen Listenplatz in die Ratsversammlung eingezogen. Die Wahlbeteiligung lag im Wahlkreis bei 58,3 %.
Der Ortsteil Klausbrook gehört zum Wahlkreis 07 (Steenbek-Projensdorf). Örtlich gewählte Ratsfrau ist Antonia Grage (CDU). Außerdem ist über die Liste Anna-Lena Walczak (SPD) gewählt worden.

### Parteien
Im Stadtteil bestehen zwei parteilichen Stadtteilgliederungen:
- CDU-Ortsverband Wik/Suchsdorf. Vorsitzender: Lewe Bendix Jannsen;[12]

- SPD-Ortsverein Suchsdorf. Vorsitzender: Christoph Beeck.[13]

Andere Parteien haben keine Stadtteilgliederung.

### Prominente Politiker aus Suchsdorf
In Suchsdorf leben der frühere SPD Landesvorsitzende von Schleswig-Holstein Claus Möller (SPD), der frühere Leiter der Staatskanzlei Arne Wulff (CDU) und der frühere Oberbürgermeister der Landeshauptstadt Kiel Karl-Heinz Luckhardt (SPD). Der ehemalige Ministerpräsident Torsten Albig lebte bis Anfang 2016 ebenfalls in Suchsdorf.

## Kultur und Sehenswürdigkeiten

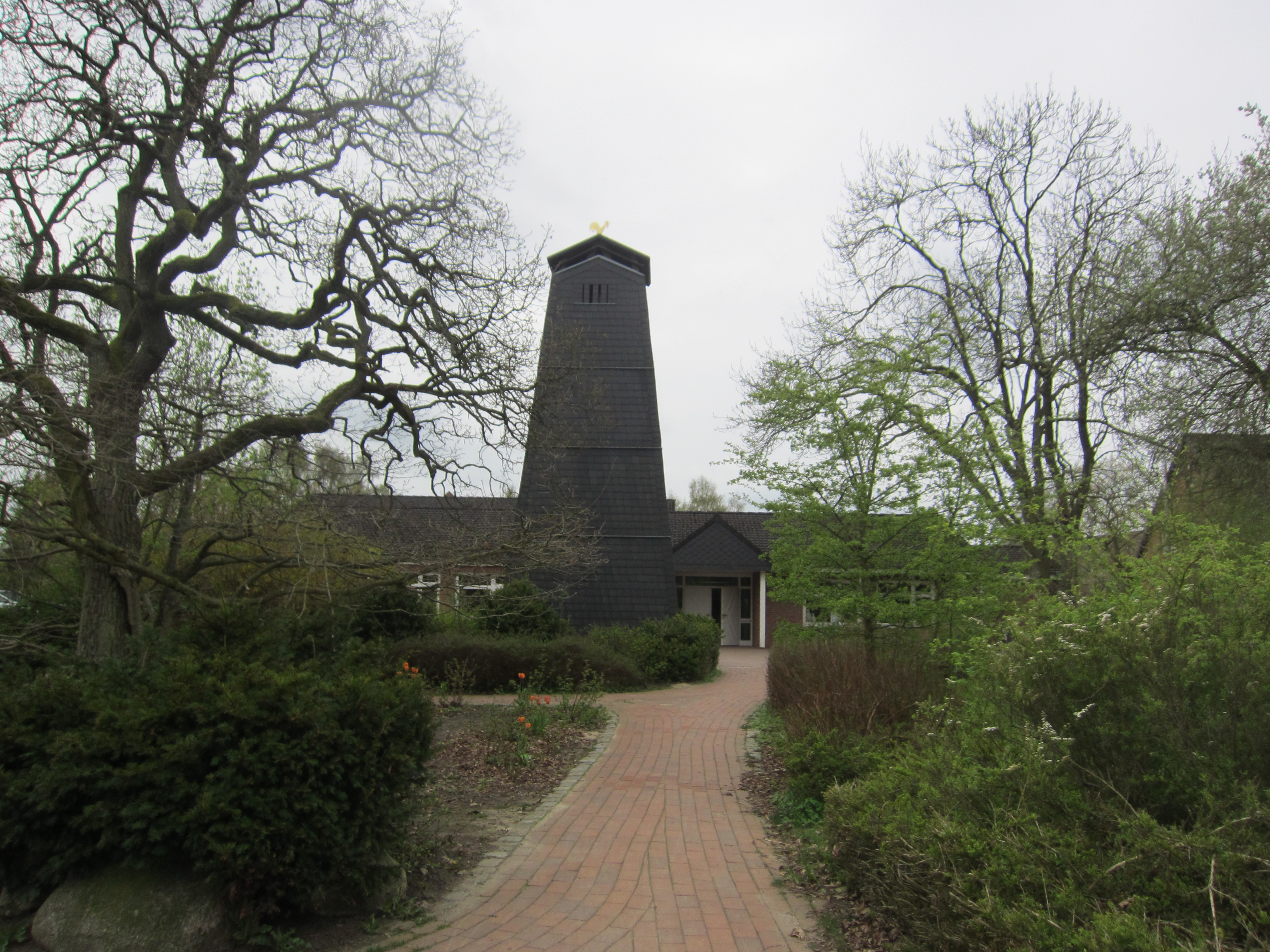
Matthias-Claudius-Kirche

### Bauwerke
- Levensauer Hochbrücke. Während der Wintermonate (November–März) beherbergt der südliche Brückenpfeiler eine der größten Fledermauskolonien in Nordeuropa.[14] Etwa 5000 Abendsegler halten dort ihren Winterschlaf.
- Matthias-Claudius-Kirche (evangelisch-lutherisch)
- Grundschule Suchsdorf: Das von dem bekannten Kieler Architekten Ernst Prinz (1878–1974) entworfene Hauptgebäude steht unter Denkmalschutz.[15]

### Parks
- Wildgehege Suchsdorf[16]
- Quartierspark[17]

### Sport
Der Suchsdorfer SV von 1921 e. V. ist im Stadtteil ansässig. Es werden Badminton, Basketball, Fußball, Gesundheitssport, Handball, Kampfsport, Nordic Walking, Tanzen, Tennis, Tischtennis, Turnen und Volleyball angeboten. Darüber hinaus unterhält Holstein Kiel hier am Rande des Projensdorfer Gehölzes ein Trainingszentrum. Mit Tanzen in Kiel e. V. ist Deutschlands drittgrößter Tanzsportverein im Stadtteil ansässig. Der gemeinnützige Verein bietet ein vielfältiges Angebot über fast alle Tanzsportarten für Kinder, Jugendliche, Erwachsene und Senioren.

## Wirtschaft und Infrastruktur

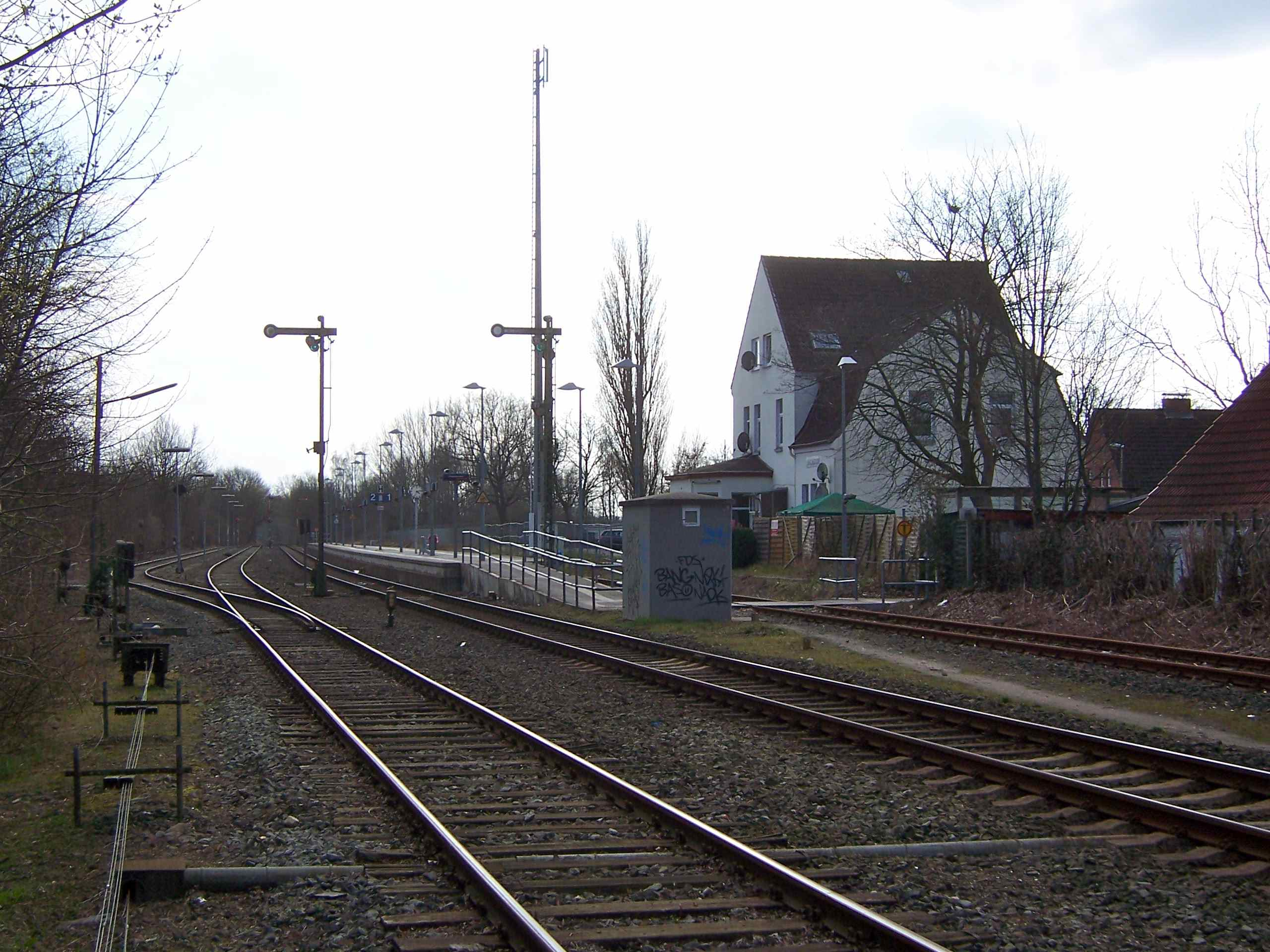
Bahnhof Suchsdorf

### Verkehr
Durch den Stadtteil verlaufen die Bundesstraße 76 und die beiden Levensauer Hochbrücken. Suchsdorf ist mit mehreren Buslinien an die Kieler Innenstadt angebunden.
Suchsdorf liegt an der Bahnstrecke Kiel–Flensburg. Bis zum 30. Mai 1981 hielten und seit dem November 2000 halten hier Personenzüge. Tagtäglich halten hier mindestens von 7 bis 21 Uhr halbstündlich Züge nach Eckernförde und Kiel (Stand 29. Februar 2020).
Bis Sommer 2018 stellte ein vor Ort in Suchsdorf anwesender Bahnmitarbeiter die Form-Signale, Weichen und Schranken durch Kurbeln per Hand durch Bewegung langer Stahlseile. Nach Umbau auf Lichtsignale und Abbau der Stahlseile erfolgt dies nun durch das Elektronische Stellwerk Schleibrücke Lindaunis aus der Ferne.
Seit 1918 zweigt in Suchsdorf die Güterzugstrecke nach Kiel–Wik ab, die aus der Kleinbahn Suchsdorf-Wik entstand.
Für Erläuterungen zu der Namensgebung und Geschichte der Straßen siehe Liste der Straßen und Plätze in Kiel.

### Ansässige Unternehmen
An der Eckernförder Straße befindet sich eine Automeile, die sich in Richtung Innenstadt fortsetzt. Am Bahnhof Suchsdorf unterhält Heidelberger Druckmaschinen eine Niederlassung. Bis 1996 befand sich an dieser Stelle die Linotype-Hell AG des Erfinders Rudolf Hell, die in diesem Jahr von Heidelberger Druckmaschinen übernommen wurde. Daneben sowie gegenüber, auf der anderen Seite der Eckernförder Straße, befindet sich ein Gewerbegebiet mit Filialen der Ketten Bauhaus und Dänisches Bettenlager sowie Tasbasi Reisen und anderer Einzelhandelsketten. Außerdem baut der Wehrtechnikkonzern Rheinmetall  aufgrund guter Auftragslage sein Werk an der Dr. Hell-Straße in Suchsdorf aus. Das komplette Fahrzeugdesign für den neuen Schützenpanzer 'Lynx' kommt z. B. aus Suchsdorf, wo auch Prototypen und Erprobungsfahrzeuge des Panzers gebaut werden.

### Bildung
Im Stadtteil gibt es eine Grundschule sowie einige Kindergärten. Weiterführende Schulen befinden sich im Nachbarort Kronshagen und in Steenbek-Projensdorf.

### Energieversorgung
Südlich des Gutes Schwartenbek befindet sich das Umspannwerk Kiel-West.